# Gerhard Dohrn-van Rossum
 (décembre 2013).
Gerhard Dohrn-van Rossum (né le 26 mai 1947) est un historien médiéviste allemand.

## Biographie
Professeur à l'Université de technologie de Chemnitz et professeur associé à Bielefeld, Zürich et Chicago, il a étudié l'histoire et la philosophie à Berlin et Heidelberg. Ses recherches portent essentiellement sur les techniques au Moyen Âge, notamment sur l'histoire du temps et l'histoire de la mesure du temps.

## Œuvres
- L'Histoire de l'heure; l'horlogerie et l'organisation moderne du temps, Éditions de la Maison des sciences de l’homme, Paris, 1997.
- Die Familie in der Geschichte. Vandenhoeck & Ruprecht, Göttingen 1982 (en collaboration avec Heinz Reif).
- Im Netz der Zeit. Menschliches Zeiterleben interdisziplinär. Hitzel, Stuttgart 1989.
- Politischer Körper, Organismus, Organisation. Zur Geschichte naturaler Metaphorik und Begrifflichkeit in der politischen Sprache. Dissertation, Universität Bielefeld 1977.